# Hochnissl
Hochnissl (Hochnißl lub Hochnißlspitze) – szczyt w paśmie Karwendel, w Alpach Wschodnich. Leży w Austrii, w kraju związkowym Tyrol, przy granicy z Niemcami. Szczyt można zdobyć ze schroniska Lamsenjochhütte.